# Michael McClune
Michael McClune (* 22. August 1989 in Long Beach) ist ein ehemaliger US-amerikanischer Tennisspieler. Er spielte als professioneller Spieler auf der ATP Challenger Tour.

## Juniorenzeit
Auf Juniorenebene gewann McClune zahlreiche Turniere und stand bei verschiedenen Jahrgängen an Position eins der Weltrangliste. So war er die Nummer eins bei den U12, U16 und U18 der Welt.

## Profikarriere
Beim Turnier von San José, im Jahr 2007, spielte er zum ersten Mal die Qualifikationsrunden für ein ATP-Turnier. Er scheiterte erst in der dritten Qualifikationsrunde an seinem Landsmann Phillip King. Nach zahlreichen, erfolglosen Future-Turnieren wagte er sich in Newport und Los Angeles zwei weitere Male an die Qualifikationsrunden für ein ATP-Turnier, doch es gelang ihm beide Male nicht, sich für die Hauptrunde zu qualifizieren. Darauf folgten die US Open, wo er von der Turnierleitung eine Wildcard erhielt und erstmals im Hauptfeld eines ATP-Turniers stand. Er verlor sein Spiel gegen Juan Ignacio Chela deutlich in drei Sätzen. Bis Ende Jahr folgten hauptsächlich weitere Future-Turniere, wobei er zwei Turniere gewinnen konnte und sich in der Tennis-Weltrangliste deutlich verbesserte. Stand er Anfang Jahr noch auf Position 650, war es Ende Jahr bereits Position 421. Außerdem stand McClune im Jahr 2007, im Alter von 18 Jahren, im Finale des Juniorenturniers der Miami Masters. Dort unterlag er in drei Sätzen dem Japaner Kei Nishikori. Im Jahr 2008 nahm er dann auch im Herrendoppel das erste Mal an den US Open teil. Mit seinem Partner Kaes Van’t Hof erreichte er überraschend die zweite Runde nach einem Auftaktsieg gegen das Duo Eric Butorac und Jaroslav Levinský. Dort verloren sie ihr Spiel chancenlos mit 0:6 und 0:6 gegen die an Nummer elf gesetzten Martin Damm und Pavel Vízner.

## Persönliches
McClune lebt aktuell in Kalifornien. Früher wurde er von Nick Fustar trainiert und durch den ehemaligen Profi-Tennisspieler Taylor Dent betreut. Seine Eltern heißen Mickey und Liz und seine Schwester Kristin. Er wurde von der Firma IMG betreut und unterzeichnete einen Vertrag mit dem Sportartikelhersteller Nike.